# 2312
2312 – powieść fantastycznonaukowa amerykańskiego pisarza Kima Stanleya Robinsona. Powieść ukazała się w 2012 r., polskie wydanie, w tłumaczeniu Małgorzaty Koczańskiej, wydało wydawnictwo Fabryka Słów w 2013 r. w serii Fantastyka. Powieść otrzymała nagrodę Nebula w 2012 r.

## Fabuła
Ziemia za 300 lat. Ludzkość przeżywa przyspieszony rozwój. Ludzie skolonizowali i przekształcili prawie cały Układ Słoneczny. Standardem są wszczepiane komputery kwantowe, modyfikacje genetyczne i kuracje zapewniające długowieczność. Niestety, mimo to nie zniknęły stare problemy: zanieczyszczenie środowiska, efekt cieplarniany, terroryzm. Na tym tle toczy się śledztwo prowadzone przez inspektora Jeana Genette’a.